# Acacia exigua
Acacia exigua — вид квіткових рослин з родини бобових. Ареал: Австралія (Західна Австралія).

## Середовище проживання
Зустрічається на скелястих схилах і в долинах струмків і річок, а також на невисоких хвилястих скелястих пагорбах. Він росте на піщаних, глинистих, гравійних ґрунтах, багатих залізом.

## Біоморфологічна характеристика
Це кущ або невелике дерево, зазвичай виростає у висоту від 1 до 6 метрів. Він може бути одностовбурним або мати до шести прямовисних і кривих стебел, що піднімаються з рівня землі. Стовбур або стебла мають поздовжньо потріскану кору сірого кольору, яка стає гладкою на гілках. Старі екземпляри мають відкритий розгалужений габітус. Тьмяно-зелені філодії довгі та тонкі, завдовжки від 14 до 18 см і в діаметрі близько 1 м. Період його цвітіння з травня по липень, а іноді навіть до серпня. Стручки зі зрілим насінням знаходять у жовтні та листопаді. Його зазвичай помилково приймають за Acacia tenuissima, оскільки вони зазвичай ростуть разом. Але він розрізняється за кольором квітки, де A. tenuissima має більш блідо-жовтий колір. 